# 初恋 夏の記憶
『初恋 夏の記憶』（はつこい なつのきおく）は、イワン・ツルゲーネフの小説『初恋』を現代日本を舞台に翻案した日本映画。2009年3月28日公開。

## ストーリー
15歳の穂波佑介（山田健太）は、病弱の母・美永子（石村とも子）の療養のため、父・軍司（石黒賢）とともに美しい山間の町に引っ越して来た。その町で父親の経営するペンションの手伝いをしていた佑介は、両親を亡くして継母・文（あや・麻生祐未）と暮らしている18歳の少女・成島梨生（りお・多岐川華子）と出会う。自由奔放な梨生に振り回されつつも、佑介は次第に梨生に惹かれて行くが…。

## キャスト
- 成島梨生：多岐川華子
- 穂波佑介：山田健太
- 穂波軍司：石黒賢
- 穂波美永子：石村とも子
- 成島文：麻生祐未
- 美永子の父：竜雷太
- 美永子の母：島かおり

## スタッフ
- 監督：野伏翔
- プロデューサー：築地米三郎
- 脚本：宇治田隆史
- 原作：イワン・ツルゲーネフ『初恋』
- 音楽・ピアノ演奏：小坂明子
- 製作・配給：夜想会シネマプロジェクト